# Фонтан Паукша
Фонтан Паукша — фонтан в городе Гожув-Велькопольски.

## История
В 1896 году ландсбергский (название Гожув-Велкопольски до вхождения в состав Польши после Второй мировой войны) предприниматель Герман Паукш (владелец фирмы «Maschinenbauanstalt und Dampfkesselfabrik H. Paucksch AG») заложил названный в его честь фонтан, который был запущен в 1897 году. Скульптор Куно фон Ихтриц-Штайнкирх (Cuno von Uechtritz-Steinkirch) создал для фонтана бронзовую фигуру женщины, которую разместил на каменном основании на фонтане. Nosiwoda, называемая в народе Bamberkа, несет коромысло, на котором подвешены ведра. Персонаж символизирует трудолюбие жителей города и живительные силы реки Варта. У ног женщины находятся три фигурки сидящих детей, которые символизируют основы экономики города того времени. Мальчик с молотом и зубчатым колесом символизирует промышленность, девочка с удочкой — рыбную ловлю, девочка с сетью и кораблем, плывущим у подножия главной фигуры, — водный транспорт.
Фонтан находится на Старом Рынке рядом с Собором Вознесения Девы Марии. Нынешняя скульптура является точной реконструкцией оригинала, который в конце Второй мировой войны был демонтирован и переплавлен немцами на военные цели.
Во второй половине 70-х годов XX века на фонтане разметили скульптурную группу «Пряхи» авторства гожувского скульптора Зофии Билиньской.
В 90-е годы XX века Билиньская подготовила точную копию довоенной скульптуры женщины с детьми, располагавшихся на фонтане. Реконструкцию приняла специальная комиссия из бывших немецких жителей Ландсберга, экспертов Министерства Культуры и Национального Наследия Польши, а также представителей властей Гожув-Велькопольски.
2 июля 1997 года на 740-летие Гожув-Велькопольски в присутствии Эберхарда (Eberhard) и Вольфхарта (Wolfhart) Паукшов, внука и правнука создателя фонтана, состоялось торжественное открытие скульптуры.
В июле 2007 года Гожув-Велькопольски отпраздновал 750-летний юбилей города. По этому случаю Poczta Polska выпустила памятную почтовую марку с изображением фонтана.